# Рассимов, Рада
Рада Рассимов (род. 3 марта 1941, Триест) — итальянская киноактриса и продюсер сербского происхождения, снимавшаяся в кино с начала 1960-х годов и на телевидении с 1975 года.
Родители сербы, Велимир и Вера Джерасимович. Вместе с двумя братьями обучалась в Сербской гимназии Йована Милетича в Триесте, где её отец был деканом и учителем с 1927 года. Позже обучалась в университете и брала уроки актёрского мастерства вместе с братом Иваном в Риме. Пик её актёрской карьеры пришёлся на 1960—1970-е годы. Пожалуй, самое известное её появление на экране — в спагетти-вестерне Серджо Леоне «Хороший, плохой, злой» 1966 года, в котором она сыграла роль проститутки Марии, избиваемой героем Ли Ван Клифа.
С 1975 года она работала преимущественно на итальянском телевидении. В настоящее время проживает в Париже.
Её брат Иван Рассимов тоже был актёром, погиб в аварии на мотоцикле в 2003 году. Младший брат Милорад (1945-2012), профессор музыки, проживавший в Триесте.

## Фильмография
- 1962 — Американская трагедия / Una tragedia americana — синьора Брент
- 1964 — Маньяки / I maniaci — Розетта
- 1964 — Sfida al re di Castiglia — Анна Коронель
- 1966 — Per il gusto di uccidere — Изабелла
- 1966 — Хороший, плохой, злой — проститутка Мария
- 1967 — Massacre Mania — Николь Бувье
- 1967 — Non aspettare Django — Мэри Фостер
- 1968 — Пулемёт Гатлинга
- 1969 — Джанго-ублюдок — Алида Мурдок
- 1969 — Семя человеческое / Il seme dell’uomo
- 1970 — Некрополь
- 1970 — The Seven Headed Lion — Марлена
- 1970 — A cuore freddo — Сильвана
- 1971 — Кошка о девяти хвостах — Бьянка Мерузи
- 1971 — La grande scrofa nera — Анита
- 1972 — Das Spiel ist aus
- 1972 — Der neue Mann
- 1972 — Das Netz zerreißt
- 1972 — Kent ruft Direktor
- 1972 — Die Geschäfte des Grand Chef
- 1972 — Baron Blood
- 1973 — Красная капелла / Die rote Kapelle — Маргарет Баржа
- 1974 — Grandeur nature — Изабелла
- 1974 — Похищение / Kidnap
- 1974 — Il tempo dell’inizio — Амика
- 1974 — Witchcraft of the City
- 1975 — Un uomo curioso — графиня Луиза
- 1975 — L’olandese scomparso — Анна Магнолато
- 1975 — Михаил Строгов / Michel Strogoff — Сангарра
- 1977 — Процесс Марии Тарновской / Processo a Maria Tarnowska — Мария Тарновская
- 1979 — Bel Ami (сериал) — Маделейн Форестье
- 1979 — Варварское аллегро / Allegro barbaro
- 1979 — Венгерская рапсодия / Hungarian Rhapsody
- 1980 — Восточный экспресс — Ванда
- 1982 — Mein Bruder und ich — Эльвира Фиоретти
- 1983 — La freccia nel fianco (сериал)
- 1983 — Quartetto Basileus — мадам Финкаль
- 1984 — Un caso d’incoscienza
- 1988 — Третье решение
- 1988 — Gli angeli del potere
- 2003 — Потерянная любовь / Perduto amor — Клара Пасини